# المثالث (أفلح اليمن)

تعديل مصدري - تعديل

المثالث هي إحدى قرى عزلة الجوان والقطابية بمديرية أفلح اليمن التابعة لمحافظة حجة، بلغ تعداد سكانها 602 نسمة حسب تعداد اليمن لعام 2004.